# کافی استین استودیوز
کافی استین استودیوز (انگلیسی: Coffee Stain Studios) شرکت بازی ویدئویی سوئدی است، که در سال ۲۰۱۰ تأسیس شد.